# Saint-Christophe-en-Boucherie
Saint-Christophe-en-Boucherie település Franciaországban, Indre megyében. Lakosainak száma 234 fő (2022. január 1.). Saint-Christophe-en-Boucherie Rezay, Saint-Hilaire-en-Lignières, La Berthenoux, Thevet-Saint-Julien és Vicq-Exemplet községekkel határos.

## Népesség
A település népessége az elmúlt években az alábbi módon változott:
| Lakosok száma | 412  | 308  | 277  | 250  | 239  | 250  | 257  | 256  | 249  | 234  |
|               | 1968 | 1982 | 1990 | 2006 | 2013 | 2015 | 2017 | 2019 | 2020 | 2022 |